# Bogel
Bogel es una comuna de 798 habitantes de Renania-Palatinado en Alemania.
Pertenece al distrito rural de Alemania (Landkreis) de Rin-Lahn y forma parte de la Comunidad administrativa (Verbandsgemeinde) de Verbandsgemeinde Nastätten.